# Coniopteryx dudichi
Coniopteryx (Xeroconiopteryx) dudichi là một loài côn trùng trong họ Coniopterygidae thuộc bộ Neuroptera. Loài này được Sziráki & van Harten miêu tả năm 2006.